# 야마모리 미카
야마모리 미카(일본어: やまもり 三香)는 일본의 여성 만화가이다.

## 작품
- 《슈가즈》(シュガーズ) 학산문화사, 전 6권.
- 《한낮의 유성》(ひるなかの流星) 대원씨아이, 전 13권.
- 《츠바키쵸 론리 플래닛》(椿町ロンリープラネット) 학산문화사, 전 14권.